# 劉泌 (崇禎舉人)
劉泌（？—？），字晉仲，又字樂川，四川隆昌縣人（或言榮昌、富順），明末政治人物。

## 生平
崇禎九年（1636年）丙子科解元，官南京兵部職方司主事，歴任大理寺卿，崎嶇危難，卒於永昌，祀鄕賢。

## 家族
曾祖父天順元年進士劉本；祖父劉正禮；父萬曆二十六年進士劉時俊、岳父萬曆二十六年進士尹伸、姻伯萬曆二十六年進士顧慥
娶妻尹紉蘭；繼配朱懷瓊。